# Данейл Сайрус
Данейл Сайрус (англ. Daneil Cyrus; нар. 15 грудня 1990, Плімут, Тринідад і Тобаго) — тринідадський футболіст, захисник гондураської «Хутікальпи» і збірної Тринідаду і Тобаго.

## Біографія
У чемпіонаті Тринідаду і Тобаго дебютував у команді «Юнайтед Петротрін». Потім Сайрус протягом декількох сезонів виступав за ряд інших команд країни.
У 2011 році захисник провів 2 матчі за американський клуб MLS «Спортінг Канзас-Сіті».
У липні 2012 року Сайрус став гравцем клубу «В Коннекшн». Сезон 2014/15 тринідадець провів на правах оренди у в'єтнамському «Ханой T&T». В серпні 2015 року Сайрус повернувся в MLS, відправившись в оренду в «Чикаго Файр».
З літа 2017 року став виступати за гондураську «Хутікальпу».

## Збірна
За збірну Тринідаду і Тобаго Данейл Сайрус виступає з 2010 року. У 2013 та 2015 роках у складі збірної брав участь у Золотому Кубку КОНКАКАФ, а також став фіналістом Карибського кубка 2014 року.

## Досягнення
- Чемпіон Тринідаду і Тобаго (1): 2009
- Володар Кубка Тринідаду і Тобаго (1): 2009